# Quietula guaymasiae
Quietula guaymasiae es una especie de peces de la familia de los Gobiidae en el orden de los Perciformes.

## Hábitat
Es un pez de mar y, de clima subtropical y demersal.

## Distribución geográfica
Se encuentra en el Pacífico oriental central: México.

## Observaciones
Es inofensivo para los humanos.